# Evágrio do Ponto
Evágrio do Ponto ou Evágrio Pôntico (em grego Euagrios Pontikos; Ponto, c. 346 – 399/400 no Egito) foi um escritor, asceta e monge cristão.
Evágrio dirigiu-se ao Egito, a «Pátria dos Monges», a fim de ver a experiência desses homens no deserto, e acabou por se juntar a uma comunidade monástica do Baixo Egito. Seguidor das doutrinas de Orígenes, foi por diversas vezes condenado — de facto, Evágrio teve importante papel na difusão do Origenismo entre os monges do deserto egípcio, tendo-se tornado líder de uma corrente monástica origenista.
Apesar disso, Evágrio trouxe um aspecto positivo para a Igreja. Da sua vivência com os monges, traçou as principais doenças espirituais que os afligiam — os oito males do corpo; esta doutrina foi conhecida de João Cassiano, que a divulgou pelo Oriente; mais tarde, o Papa Gregório Magno também ouviu falar nela, e adaptou-a para o Ocidente como os sete pecados capitais e reduzindo de 8 para 7 — a saber a soberba, a avareza, a inveja, a ira, a luxúria, a gula e a preguiça (à qual Evágrio chamara de acídia e tristeza).